# AFC Champions League Elite 2025-2026
L'AFC Champions League Elite 2025-2026 sarà la 44ª edizione della massima competizione calcistica per club dell'Asia, la seconda sotto questo nome.
Il torneo è il quarto dall'edizione 2002-2003 a svolgersi da settembre a maggio, invece che nell'arco di un anno solare.
Il vincitore del torneo ottiene automaticamente la qualificazione all'edizione 2026-2027, se non sarà già qualificato attraverso il proprio campionato nazionale. Inoltre esso ottiene la qualificazione alla Coppa Intercontinentale FIFA 2026 e alla Coppa del mondo per club FIFA 2029.
La squadra campione in carica è l'Al-Ahli.

## Assegnazione dei posti
Le 47 federazioni membri dell'AFC sono classificate nel ranking in base alle prestazioni dei club nelle ultime quattro stagioni delle competizioni AFC. Gli slot sono assegnati secondo i seguenti criteri:
- Le federazioni sono suddivise in due regioni
  - La regione ovest comprende 25 federazioni dalla Federazione calcistica dell'Asia occidentale (WAFF), dalla Federazione calcistica dell'Asia meridionale (SAFF) e dalla Federazione calcistica dell'Asia centrale (CAFA)
  - La regione est comprende le altre 22 federazioni, membri della ASEAN Football Federation (AFF) e della Federazione calcistica dell'Asia orientale (EAFF)
  - La AFC può riallocare le federazioni ad un'altra regione se necessario
- Per ogni regione, le prime 6 associazioni in base al ranking sono ammesse alla competizione.
- Per ogni regione, la fase a gironi prevede un girone con 11 slot diretti, mentre l'ultimo rimanente viene assegnato tramite i turni preliminari. Gli slot per ogni regione si definiscono come segue:

| Posizione della federazione in base al coefficiente AFC per nazioni | Numero di squadre partecipanti | Numero di squadre qualificate per la fase a gironi | Numero di squadre qualificate per la fase preliminare |
| ------------------------------------------------------------------- | ------------------------------ | -------------------------------------------------- | ----------------------------------------------------- |
| 1                                                                   | 3                              | 3                                                  | 0                                                     |
| 2-3                                                                 | 3                              | 2                                                  | 1                                                     |
| 4                                                                   | 2                              | 1                                                  | 1                                                     |
| 5-6                                                                 | 1                              | 1                                                  | 0                                                     |

- I detentori della AFC Champions League Elite 2024-2025 e della AFC Champions League Two 2024-2025 ottengono uno slot per la fase a gironi nel caso in cui non dovessero qualificarsi attraverso il proprio campionato nazionale. Valgono le seguenti regole:
  - Se i detentori della AFC Champions League o della Coppa dell'AFC provengono da nazioni nei primi sei posti del ranking, le loro associazioni mantengono gli stessi slot nella fase preliminare, e la squadra rimpiazza la squadra di fascia più bassa della loro federazione. In caso contrario, la federazione ottiene uno slot extra per la fase preliminare, e la squadra non rimpiazza nessun club della stessa federazione.
  - Se i detentori di AFC Champions League e AFC Champions League Two provengono dalla stessa federazione che abbia uno slot per la fase preliminare, la loro federazione ottiene uno slot extra per la fase preliminare e inoltre rimpiazza la squadra di fascia più bassa della sua federazione.
  - I detentori della AFC Champions League o della AFC Champions League Two sono considerati come la squadra di fascia più bassa della loro federazione se non rimpiazzano alcun team della loro federazione.
- Se un'associazione nei primi 6 posti del ranking non soddisfa uno dei criteri della AFC Champions League, i loro slot per la fase a gironi sono convertiti in slot per la fase preliminare e le qualificazioni ai gironi sono ridistribuite come segue:
  - Per ogni associazione, il numero massimo di slot totali è quattro e il numero massimo il slot diretti è tre.
  - Se un'associazione dal terzo al sesto posto nel ranking ottiene uno slot extra alla fase a gironi, perde uno slot alla fase preliminare, che non viene redistribuito.
  - Se un'associazione dal quinto al sesto posto nel ranking ottiene due slot extra alla fase a gironi, perde uno slot alla fase preliminare, che non viene redistribuito.
- Se un'associazione dal settimo al decimo posto nel ranking non soddisfa uno dei criteri della AFC Champions League, il loro slot per la fase a gironi viene convertito in uno slot per la fase preliminare e la qualificazione ai gironi è assegnata alla federazione successiva (undicesima o dodicesima nel ranking), questa inoltre perde uno slot alla fase preliminare, che non viene redistribuito.
- Se una associazione che abbia unicamente slot alla fase preliminare, non soddisfa uno dei criteri della AFC Champions League, lo slot viene perso e non redistribuito.
- Il numero massimo di slot per ciascuna federazione è un terzo del numero totale di squadre nella massima divisione di quello stato.

### Ranking delle federazioni
| Valutazione per la AFC Champions League Elite 2025-2026 | Valutazione per la AFC Champions League Elite 2025-2026 |
| ------------------------------------------------------- | ------------------------------------------------------- |
|                                                         | Rispetta i criteri                                      |
|                                                         | Non rispetta i criteri                                  |

| Posizione | Posizione | Associazione        | Punti   | Slot          | Slot        |
| Posizione | Posizione | Associazione        | Punti   | Fase a Girone |             |
| Regione   | AFC       | Associazione        | Punti   | Fase a Girone | Preliminare |
| --------- | --------- | ------------------- | ------- | ------------- | ----------- |
| 1         | 1         | Arabia Saudita      | 103.148 | 2+1           | 0           |
| 2         | 4         | Emirati Arabi Uniti | 74.873  | 2+1           | 0           |
| 3         | 5         | Qatar               | 70.330  | 2             | 1           |
| 4         | 6         | Iran                | 68.640  | 1             | 1           |
| 5         | 9         | Uzbekistan          | 47.259  | 1             | 0           |
| 6         | 10        | Iraq                | 37.118  | 1             | 0           |
| Totale    | Totale    | Totale              | Totale  | 11            | 2           |
| Totale    | Totale    | Totale              | Totale  | 13            |             |

| Posizione | Posizione | Associazione  | Punti  | Slot          | Slot        |
| Posizione | Posizione | Associazione  | Punti  | Fase a Girone |             |
| Regione   | AFC       | Associazione  | Punti  | Fase a Girone | Preliminare |
| --------- | --------- | ------------- | ------ | ------------- | ----------- |
| 1         | 2         | Giappone      | 96.999 | 3             | 0           |
| 2         | 3         | Corea del Sud | 93.600 | 3             | 0           |
| 3         | 7         | Cina          | 57.764 | 2             | 1           |
| 4         | 8         | Thailandia    | 49.546 | 1             | 1           |
| 5         | 11        | Australia     | 34.703 | 1             | 0           |
| 6         | 12        | Malaysia      | 31.331 | 1             | 0           |
| Totale    | Totale    | Totale        | Totale | 11            | 2           |
| Totale    | Totale    | Totale        | Totale | 13            |             |

## Squadre partecipanti

### Lista
I club sono ordinati in base al coefficiente AFC della federazione di appartenenza. Accanto ad ogni club è indicata la posizione in classifica nel rispettivo campionato.
| Fase campionato     | Fase campionato   | Fase campionato         | Fase campionato          |
| Ovest               | Ovest             | Est                     | Est                      |
| ------------------- | ----------------- | ----------------------- | ------------------------ |
| Al-AhliCL (5º)      | SharjahCL2 (2º)   | Vissel Kōbe (1º)        | Sanfrecce Hiroshima (2°) |
| Al-Ittihad (1º)     | Al-Hilal (2º)     | Machida Zelvia (3º)     | Ulsan HD (1º)            |
| Shabab Al-Ahli (1º) | Al-Wahda (3º)     | Gangwon (2º)            | Seoul (4º)               |
| Al-Sadd (1º)        | Al-Gharafa (CW)   | Shanghai Haigang (1º)   | Shanghai Shenhua (2º)    |
| Tractor (1º)        | Nasaf Qarshi (1º) | Buriram Utd (1º)        | Melbourne City (2º)      |
| Al-Shorta (1º)      |                   | Johor Darul Ta'zim (1º) |                          |
| Play-off            |                   |                         |                          |
| Al-Duhail (2º)      | Sepahan (2º)      | Chengdu Rongcheng (3º)  | Bangkok Utd (2°)         |

## Calendario
| Fase                        | Turno            | Data Sorteggio   | Andata                         | Ritorno                        |
| --------------------------- | ---------------- | ---------------- | ------------------------------ | ------------------------------ |
| Qualificazioni              | Play-off         | Nessun sorteggio | 12 agosto 2025                 | 12 agosto 2025                 |
| Fase campionato             | Prima giornata   | 15 agosto 2025   | 15-17 settembre 2025           | 15-17 settembre 2025           |
| Fase campionato             | Seconda giornata | 15 agosto 2025   | 29- settembre - 1 ottobre 2025 | 29- settembre - 1 ottobre 2025 |
| Fase campionato             | Terza giornata   | 15 agosto 2025   | 20-22 ottobre 2025             | 20-22 ottobre 2025             |
| Fase campionato             | Quarta giornata  | 15 agosto 2025   | 3-5 novembre 2025              | 3-5 novembre 2025              |
| Fase campionato             | Quinta giornata  | 15 agosto 2025   | 24-26 novembre 2025            | 24-26 novembre 2025            |
| Fase campionato             | Sesta giornata   | 15 agosto 2025   | 8-10 dicembre 2025             | 8-10 dicembre 2025             |
| Fase campionato             | Settima giornata | 15 agosto 2025   | 9-11 febbraio 2026             | 9-11 febbraio 2026             |
| Fase campionato             | Ottava giornata  | 15 agosto 2025   | 16-18 febbraio 2026            | 16-18 febbraio 2026            |
| Fase a eliminazione diretta | Ottavi di finale | TBD              | 2-10 marzo 2026                | 3-11 marzo 2026                |
| Fase a eliminazione diretta | Quarti di finale | 18 marzo 2026    | 24-26 aprile 2026              | 24-26 aprile 2026              |
| Fase a eliminazione diretta | Semifinali       | 18 marzo 2026    | 28-29 aprile 2026              | 28-29 aprile 2026              |
| Fase a eliminazione diretta | Finale           | 18 marzo 2026    | 2 maggio 2026                  | 2 maggio 2026                  |

## Fase preliminare
Nella fase a qualificazione, ogni incrocio è disputato in partita singola. I tempi supplementari e i calci di rigore sono usati per decidere il vincitore, se necessario. I vincitori di ogni incrocio dei play-off ottengono la qualificazione per la fase a gironi insieme alle 22 squadre qualificate automaticamente. Tutti i perdenti in ogni turno entrano nella fase a gironi della AFC Champions League Two 2025-2026.

### Play-off
| Squadra 1         | Risultato        | Squadra 2        |
| Zona Occidentale  | Zona Occidentale | Zona Occidentale |
| ----------------- | ---------------- | ---------------- |
| Al-Duhail         | 3 - 2            | Sepahan          |
| Zona Orientale    |                  |                  |
| Chengdu Rongcheng | 3 - 0            | Bangkok Utd      |

Zona Occidentale
| Arbitro: | Abdullah Jamali |

|                                   |           |                           |
| Bamba 11’ Boulbina 24’ Piątek 33’ | Marcatori | 3’ Hazbavi 90+3’ Zakipour |

Zona Orientale
| Arbitro: | Alex King |

|                                   |           |  |
| Yang Mingyang 68’ Felipe 71’ (83) | Marcatori |  |

## Fase campionato
La fase a campionato della AFC Champions League Elite vede la partecipazione di 24 squadre divise in due gironi, uno per le squadre dell'Asia Occidentale e uno per quelle dell'Asia orientale, da 12 squadre ciascuno. Ognuna delle squadre partecipanti alla fase a campionato giocherà 8 partite; al termine dell'ottava giornata le squadre che si saranno collocate nelle prime otto posizioni del rispettivo girone otterranno l'accesso per la fase finale della competizione.
Il sorteggio per la fase di campionato si è svolto il 16 agosto all'InterContinental Hotel di Kuala Lumpur, in Malaysia
La fase a campionato si svolgerà dal 16 settembre 2024 al 19 febbraio 2025

### Girone Ovest
| Pos. | Squadra        | Pt | G | V | N | P | GF | GS | DR |
| ---- | -------------- | -- | - | - | - | - | -- | -- | -- |
| 1.   | Al-Ahli        | 0  | 0 | 0 | 0 | 0 | 0  | 0  | 0  |
| 2.   | Al-Ittihad     | 0  | 0 | 0 | 0 | 0 | 0  | 0  | 0  |
| 3.   | Al-Hilal       | 0  | 0 | 0 | 0 | 0 | 0  | 0  | 0  |
| 4.   | Shabab Al-Ahli | 0  | 0 | 0 | 0 | 0 | 0  | 0  | 0  |
| 5.   | Sharjah        | 0  | 0 | 0 | 0 | 0 | 0  | 0  | 0  |
| 6.   | Al-Wahda       | 0  | 0 | 0 | 0 | 0 | 0  | 0  | 0  |
| 7.   | Al-Sadd        | 0  | 0 | 0 | 0 | 0 | 0  | 0  | 0  |
| 8.   | Al-Gharafa     | 0  | 0 | 0 | 0 | 0 | 0  | 0  | 0  |
| 9.   | Tractor        | 0  | 0 | 0 | 0 | 0 | 0  | 0  | 0  |
| 10.  | Nasaf Qarshi   | 0  | 0 | 0 | 0 | 0 | 0  | 0  | 0  |
| 11.  | Al-Shorta      | 0  | 0 | 0 | 0 | 0 | 0  | 0  | 0  |
| 12.  | Al-Duhail      | 0  | 0 | 0 | 0 | 0 | 0  | 0  | 0  |

### Girone Est
| Pos. | Squadra             | Pt | G | V | N | P | GF | GS | DR |
| ---- | ------------------- | -- | - | - | - | - | -- | -- | -- |
| 1.   | Vissel Kōbe         | 0  | 0 | 0 | 0 | 0 | 0  | 0  | 0  |
| 2.   | Sanfrecce Hiroshima | 0  | 0 | 0 | 0 | 0 | 0  | 0  | 0  |
| 3.   | Machida Zelvia      | 0  | 0 | 0 | 0 | 0 | 0  | 0  | 0  |
| 4.   | Ulsan HD            | 0  | 0 | 0 | 0 | 0 | 0  | 0  | 0  |
| 5.   | Gangwon             | 0  | 0 | 0 | 0 | 0 | 0  | 0  | 0  |
| 6.   | Seoul               | 0  | 0 | 0 | 0 | 0 | 0  | 0  | 0  |
| 7.   | Shanghai Haigang    | 0  | 0 | 0 | 0 | 0 | 0  | 0  | 0  |
| 8.   | Shanghai Shenhua    | 0  | 0 | 0 | 0 | 0 | 0  | 0  | 0  |
| 9.   | Buriram Utd         | 0  | 0 | 0 | 0 | 0 | 0  | 0  | 0  |
| 10.  | Melbourne City      | 0  | 0 | 0 | 0 | 0 | 0  | 0  | 0  |
| 11.  | Johor Darul Ta'zim  | 0  | 0 | 0 | 0 | 0 | 0  | 0  | 0  |
| 12.  | Chengdu Rongcheng   | 0  | 0 | 0 | 0 | 0 | 0  | 0  | 0  |